# Marcel Heinig
Marcel Heinig (Cottbus, 16 novembre 1981) è un triatleta tedesco che nel 2008 ha ottenuto la medaglia d'oro al Campionato Mondiale di Decatriathlon (10 volte la distanza Ironman: 38 km nuoto, 1800 km ciclismo, 422 km corsa) e nel 2009 ottiene il record mondiale nel 10 Triathlon in 10 giorni (5 volte la distanza di un Triathlon Olimpico al giorno per 10 giorni, per un totale di: 75 km nuoto, 2000 km ciclismo, 500 km corsa).
Marcel Heinig si appassiona all'attività fisica durante il periodo di leva, iniziata nel 2001. Dopo aver perso il sovrappeso di 40 kg che lo caratterizzava fino dall'età adolescenziale, Marcel sviluppa un ottimo fisico da triatleta, che lo porta a conquistare alcuni tra i titoli più prestigiosi dei quella categoria.

## Successi e titoli
- Più giovane membro del club delle 100 maratone, 2005[1]
- Record mondiale a gruppi e della propria classe d'età nella disciplina 10 triathlon in 10 giorni, 2006[2]
- Campione mondiale dell'Associazione Internazionale Ultra-triathlon, 2008[3]
- Campione del mondo in triathlon lungo (a dieci discipline), 2008[4]
- Detentore del record mondiale nella disciplina 10 triathlon in 10 giorni, 2009[5]